# اسراء عبدالفتاح
إسراء عبدالفتاح (عربی مصری: إسراء عبد الفتاح؛ زادهٔ ۱ ژانویهٔ ۱۹۷۸) فعال اینترنت و وبلاگنویس اهل مصر است.

## تأسیس جنبش جوانان ششم آوریل
إسراء در سال ۲۰۰۸ جنبش جوانان ششم آوریل مصر را تأسیس کرد. این گروه برای حمایت از کارگران محله الکبری یک شهر صنعتی که قصد داشت در ششم آوریل دست به اعتصاب بزند تأسیس شد. این گروه به تدریج به یک جنبش سیاسی مردمی تبدیل شد.

## دستگیری
او در سال ۲۰۰۸ توسط نیروهای امنیتی مصر دستگیر شد. او توجه تعدادی از رسانه‌های مصری را که علیه سیاست سانسور دولت مبارزه می‌کردند را جلب کرد و به نماد مقاومت در برابر فساد و بی‌عدالتی تبدیل شد.
پس از گذراندن دو هفته در زندان او آزاد شد و در اطلاعیه‌ای اعلام کرد که دست از فعالیت سیاسی برمی‌دارد.

## اعتراضات سال ۲۰۱۱ در مصر
اسرا عبدالفتاح مجدداً در اعتراضات سراسری و انقلاب ۲۰۱۱ مصر که برای برکناری رژیم حسنی مبارک برگزار شده بود، فعال شد. او در اینترنت فعالیت می‌کرد و نیز شبکه خبری الجزیره را با آخرین اخبار اپوزیسیون مصر روزآمد می‌کرد.
هنگامی که ساختمان‌های امنیتی دولت در مارس ۲۰۱۱ مورد حمله قرار گرفتند، به موجب نشانه‌هایی از پرونده‌ها که در آن تخریب شده بود، یک پرونده ده صفحه ای از اسراء پیدا شد که حاوی ده صفحه از اسناد و مدارک مربوط به سه سال کار اینترنتی و هک ایمیل، و اطلاعات شخصی در مورد او بود.
او گفت: «احساسش در این رابطه متناقض و غیرقابل توصیف است.»

## افتخارات
نام او به عنوان کاندید جایزه صلح نوبل پیشنهاد شد.
در ۳۱ اکتبر ۲۰۱۱ توسط گلامور به عنوان زن سال نامیده شد.